# Скандія (Канзас)
Скандія (англ. Scandia) — місто (англ. city) в США, в окрузі Ріпаблік штату Канзас. Населення — 344 особи (2020).

## Географія
Скандія розташована за координатами 39°47′49″ пн. ш. 97°47′2″ зх. д. / 39.79694° пн. ш. 97.78389° зх. д. (39.796829, -97.783995).  За даними Бюро перепису населення США в 2010 році місто мало площу 1,23 км², уся площа — суходіл.

## Демографія
Згідно з переписом 2010 року, у місті мешкали 372 особи в 174 домогосподарствах у складі 110 родин. Густота населення становила 302 особи/км².  Було 225 помешкань (182/км²).
Расовий склад населення:
| - 98,9 % — білих - 0,5 % — корінних американців |

До двох чи більше рас належало 0,5 %. Частка іспаномовних становила 1,6 % від усіх жителів.
За віковим діапазоном населення розподілялося таким чином: 19,9 % — особи молодші 18 років, 55,9 % — особи у віці 18—64 років, 24,2 % — особи у віці 65 років та старші. Медіана віку мешканця становила 48,2 року. На 100 осіб жіночої статі у місті припадало 86,9 чоловіків;  на 100 жінок у віці від 18 років та старших — 85,1 чоловіків також старших 18 років.
Середній дохід на одне домашнє господарство  становив 46 604 долари США (медіана — 41 250), а середній дохід на одну сім'ю — 54 340 доларів (медіана — 48 750). Медіана доходів становила 38 929 доларів для чоловіків та 32 083 долари для жінок. За межею бідності перебувало 19,5 % осіб, у тому числі 39,6 % дітей у віці до 18 років та 6,6 % осіб у віці 65 років та старших.
Цивільне працевлаштоване населення становило 241 осіб. Основні галузі зайнятості: освіта, охорона здоров'я та соціальна допомога — 31,5 %, сільське господарство, лісництво, риболовля — 20,7 %, роздрібна торгівля — 12,4 %, виробництво — 7,5 %.